# Oppo Find X2
Oppo Find X2 та Oppo Find X2 Pro — смартфони, розроблені компанією OPPO, що входять у флагманську серію Find. Були представлені 6 березня 2020 року.
В Україні офіційно продається тільки Oppo Find X2, що надійшов у продаж 1 травня 2020 року.

## Дизайн
Екран виконаний зі скла Corning Gorilla Glass 6. У Find X2 задня панель може бути виконаною зі скла Corning Gorilla Glass 5 у кольорі Ocean або з кераміки у чорному кольорі, а в Find X2 Pro — з кераміки у чорному кольорі або зі шкіри у всіх інших кольорах. Бокова частина виготовлена з алюмінію.
Знизу знаходяться роз'єм USB-C, динамік, мікрофон та слот під 2 SIM-картки. Зверху розташований другий мікрофон. З лівого боку розміщені кнопки регулювання гучності. З правого боку розміщена кнопка блокування смартфону.
Oppo Find X2 продається в 2 кольорах: чорному (кераміка) Ocean (синій). В Україні смартфон доступний тільки в чорному кольорі.
Oppo Find X2 Pro продається у 4 кольорах: чорному, сірому, помаранчевому та зеленому.

## Технічні характеристики

### Платформа
Смартфони отримали процесор Qualcomm Snapdragon 865 та графічний процесор Adreno 650.

### Батарея
Oppo Find X2 отримав батарею об'ємом 4200 мА·г, а Find X2 Pro — 4260 мА·г.
Обидві моделі отримали швидку зарядку SuperVOOC 2.0 Flash Charge потужністю 65 Вт.

### Камери
Find X2 отримав основну потрійну камеру 48 Мп, f/1.7 (ширококутний) з оптичною стабілізацією + 13 Мп, f/2.4 (телеоб'єктив) з 2x оптичним, 5x гібридним та 20x цифровим зумом і потичною стабілізацією + 12 Мп, f/2.4 (ультраширококутний) з фазовим та лазерним автофокусом та здатністю запису відео в роздільній здатності 4K@60fps.
Find X2 Pro отримав основну потрійну камеру 48 Мп, f/1.7 (ширококутний) з оптичною стабілізацією + 13 Мп, f/3.0 (перископічний телеоб'єктив) з 5x оптичним, 10x гібридним та 60x цифровим зумом і потичною стабілізацією + 48 Мп, f/2.2 (ультраширококутний) з фазовим та лазерним автофокусом та здатністю запису відео в роздільній здатності 4K@60fps.
В усіх моделей отримав фронтальна камера отримала роздільність 32 Мп, світлосилу f/2.4 (ширококутний) та можливість запису відео у роздільній здатності 1080p@30fps.

### Екран
Екран AMOLED, 6.7", 3168 x 1440 з щільністю пікселів 513 ppi, співвідношенням сторін 20:9, частотою оновлення екрану 120 Гц та круглим вирізом під фронтальну камеру, що знаходиться зверху в лівому кутку. Також в дисплей вбудований сканер відбитків пальців.

### Звук
Смартфони отримали стерео динаміки. Роль другого динаміка виконує розмовний.

### Пам'ять
Oppo Find X2 продається в комплектаціях 8/128, 8/256 та 12/256 ГБ. В Україні смартфон доступний тільки в версії 12/256 ГБ.
Oppo Find X2 Pro продається в комплектаціях 12/256 та 12/512 ГБ.

### Програмне забезпечення
Смартфони працюють на ColorOS 7.1 на базі Android 10 і були оновлені до ColorOS 13 на базі Android 13.

## Варіації

### Oppo Find X2 Pro Lamborghini Edition
Oppo Find X2 Pro Lamborghini Edition — спеціальна версії Oppo Find X2 Pro, розроблена спільно з Lamborghini. Особливістю цього видання стали його змінений дизайн задньої панелі та нові речі в комплекті: бездротові навушники, шкіряний чохол та автомобільний зарядний пристрій. Компанія стверджує, що створюючи дизайн моделі, вони надихалися зовнішнім виглядом Lamborghini Aventador SVJ Roadster. Смартфон продається тільки в версії 12/512 ГБ.

### Oppo Find X2 LOL Limited Edition
Oppo Find X2 Pro LOL Limited Edition — спеціальна версії Oppo Find X2, присвячена грі League of Legends. Особливістю цього видання стали його змінений дизайн, що виконаний у синьо-зеленому кольорі з золотими вставками та спеціальна тема орормлення системи. Смартфон був випущений тиражем 3000 штук.